# Kara Koyunlu
De Kara Koyunlu (of Qara Qoyunlu), Azerbeizjaans: Qaraqoyunlular قاراقویونلولار),ook wel het Rijk der Zwarte Schapen, was een Sjiitische Oguzisch-Turks tribale federatie die over het huidige Armenië, Azerbeidzjan, Iraans Azerbeidzjan, West-Iran, Oost-Turkije en Irak heerste van 1386 tot 1467.
De term zwarte schapen staat in contrast met de witte schapen (Ak Koyunlu).
In 1386 veroverde Timoer Lenk Irak-Iran en versloeg daarbij de Jalayiriden. Van deze situatie profiteerden de Kara Koyunlu om een eigen staat te vormen. Om hun gebiedsuitbreiding in te dammen gaf Timoer in 1402 land aan de Ak Koyunlu.
Na de dood van Timoer in 1405 keerde sultan Ahmet van de Jalayiriden terug naar Bagdad en Kara Yusuf naar Tabriz (Iran). Lang zal hun verstandhouding niet duren. Ahmet viel Yusuf aan, verloor de slag en werd geëxecuteerd (1410). Vanaf 1411 was Perzië-Irak in handen van de Kara Koyunlu of de Zwarte Schapen.
Rond 1440 kwam de Kara Koyunlu in conflict met de Ak Koyunlu. De twee partijen zullen elkaar gedurende 40 jaar bestrijden. De Slag bij Chapakchur (1467), waar Oezoen Hasan van de Witte Schapen Jahan Shah van de Zwarte Schapen versloeg, betekende het einde van de heerschappij van de Kara Koyunlu in West-Azië.